# Gamla Uppsala temploma
Gamla Uppsala temploma a svéd történelem egyik kiemelt helyszínén, az ősi halomsírok mellett található a ma közigazgatásilag Uppsalához tartozó településrészben.

## Története

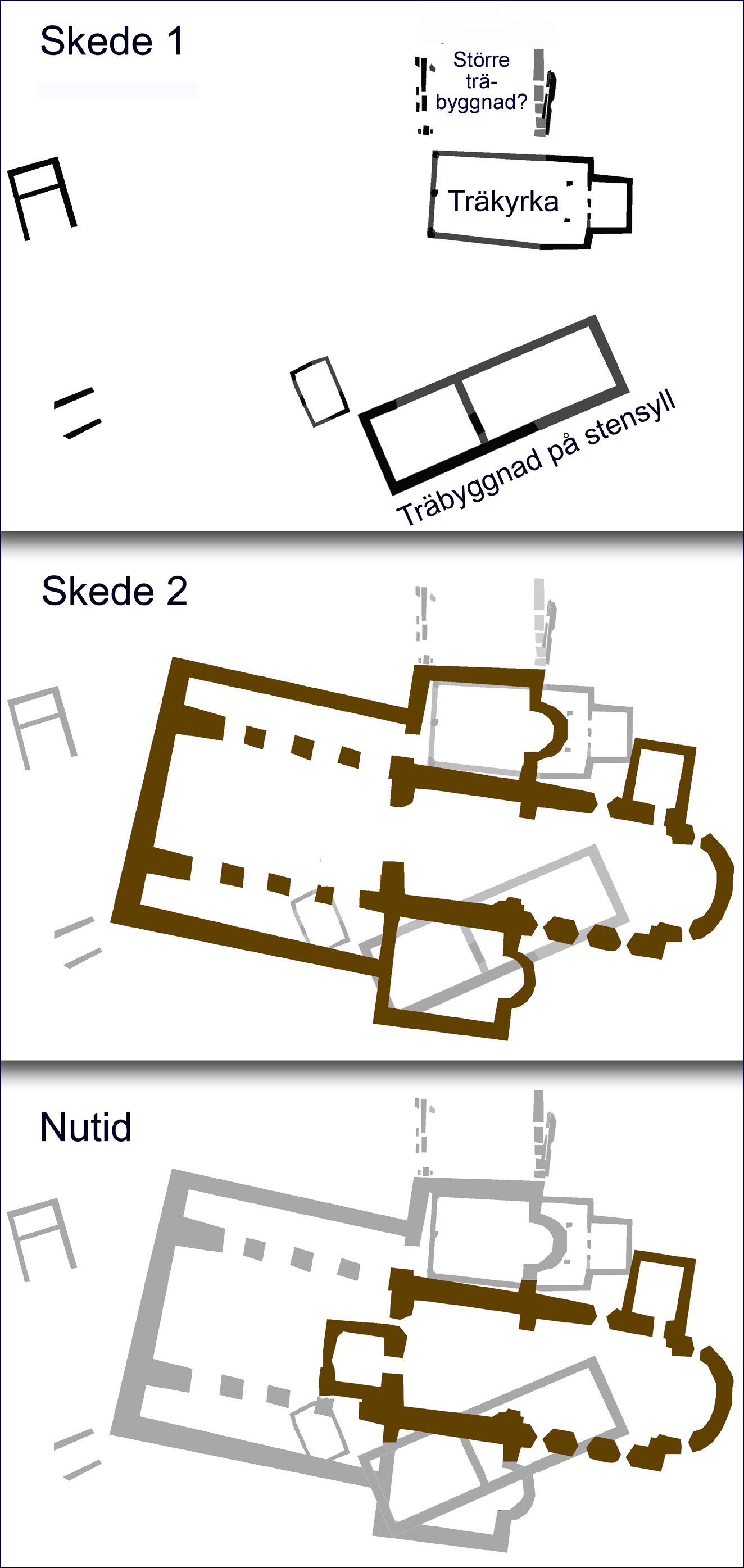
A templom építési szakaszai. Fent a kis fatemplom más faépületek között, középen a háromhajós katedrális, alul a mai állapot

A templom helyén korábban pogány templom allt, amelyről Brémai Ádám is megemlékezett 1076 körül. A templom alatt részleges ásatások során korábbi faoszlopok mélyedéseit találták, amik a pogány templomhoz köthetőek. Összehasonlításképpen érdekes, hogy a mai templom különálló fa harangtornyát, ami a 17. század derekán épült, 13,5 méter magas faoszlopok tartják, amelyek az a alapjuknál 60 cm, a tetejükön 50 cm átmérőjűek.
A kereszténység felvételekor a mai Gamla Uppsala püspöki székhely, majd 1164-től érseki székhely lett. A pogány templom helyén először keresztény fatemplomot, majd nagyobb, háromhajós katedrálist építettek kőből.
Gamla Uppsala helysége – amely eredetileg az Uppsala nevet viselte – fokozatosan elvesztette gazdasági jelentőségét, ezért az érseki székhely 1273 körül az onnan öt kilométerre fekvő akkori Östra Arosba költözött, és átvitte magával oda  az addigra már messze földön nevezetessé vált Uppsala elnevezést is. A Gamla Uppsala-i háromhajós katedrális ezután csak egyházközségi templom lett. Több tűzvész után az 1400-as években csak részben építették újjá, viszont ekkor díszítették a részleteiben máig fennmaradt késő gótikus freskókkal.
A templomban nyugszik Anders Celsius.

## Épülete
A jelenlegi épület gránitból készült, kiegészítő tégladíszítésekkel. Fő részei közül a legmagasabb a régebbi, 1240 közül tűzvészben elpusztult katedrális központi tornyának alsó része. A korábbi kórusból lett az új, kisebb templom főhajója, az apszisból az új kórus. A berendezés egyes részei is az eredeti, 12. századi épületből származnak, köztük egy egyetlen tölgyfatörzsből kifaragott láda.

## Galéria

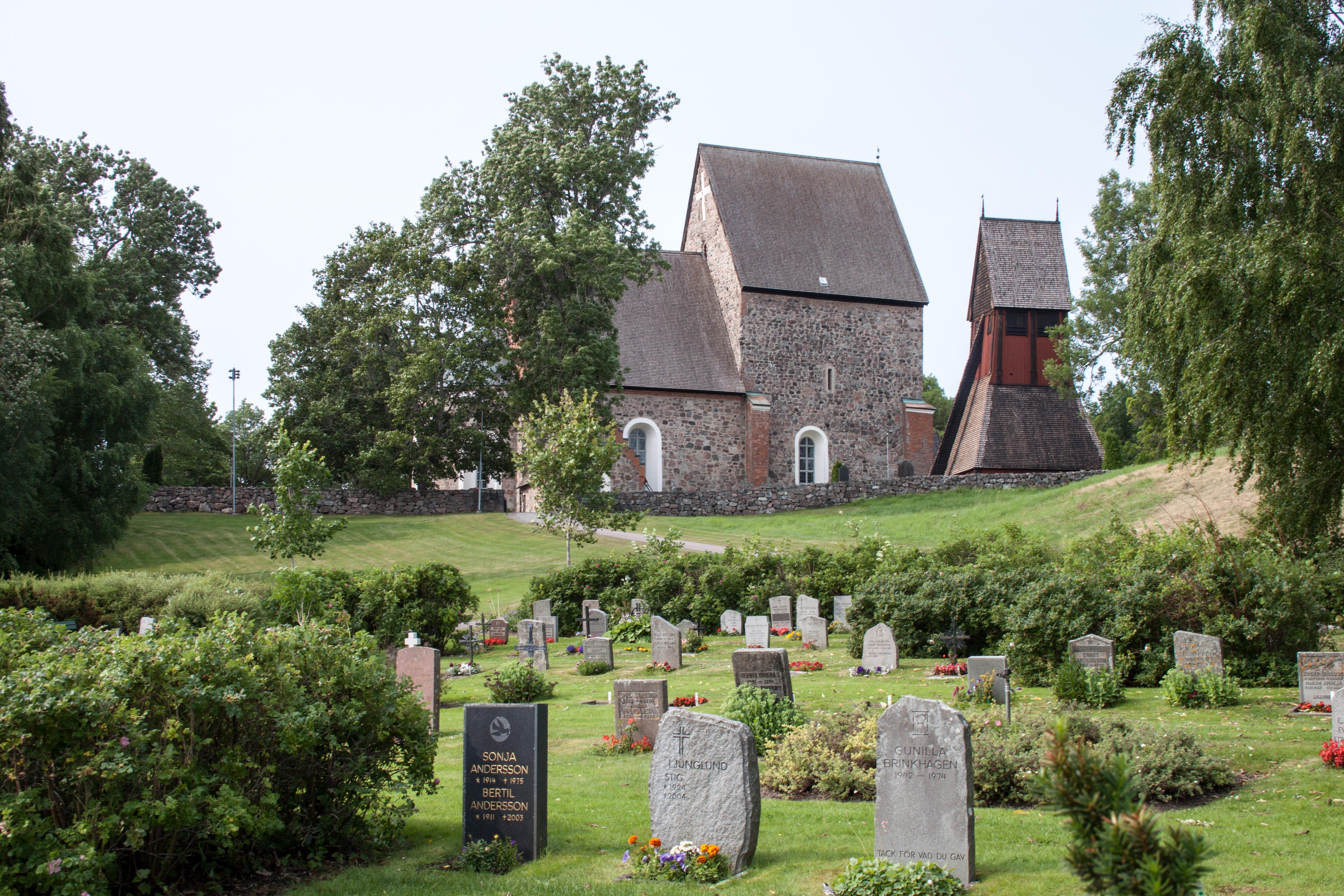
Gamla Uppsala temploma a temetője felől
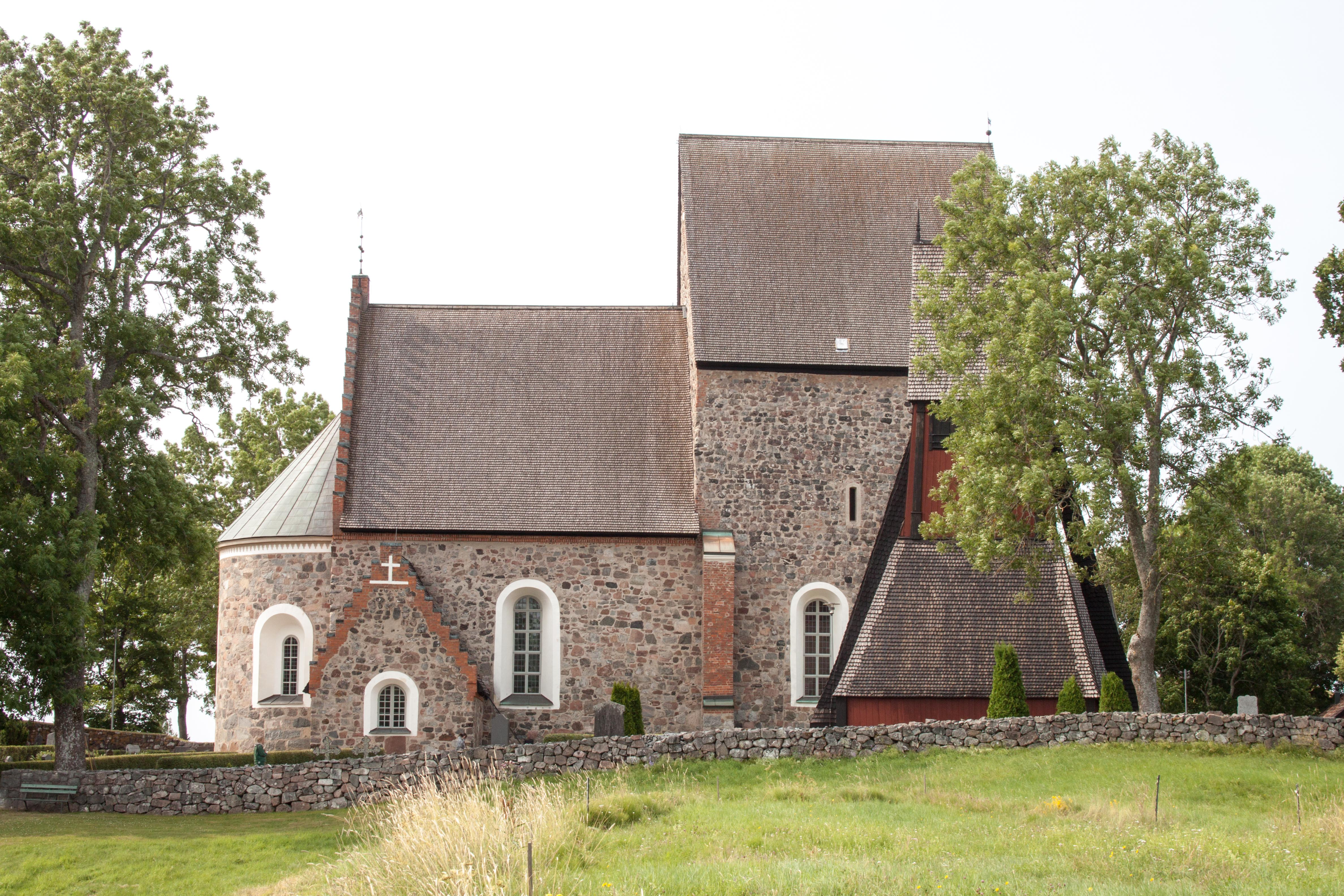
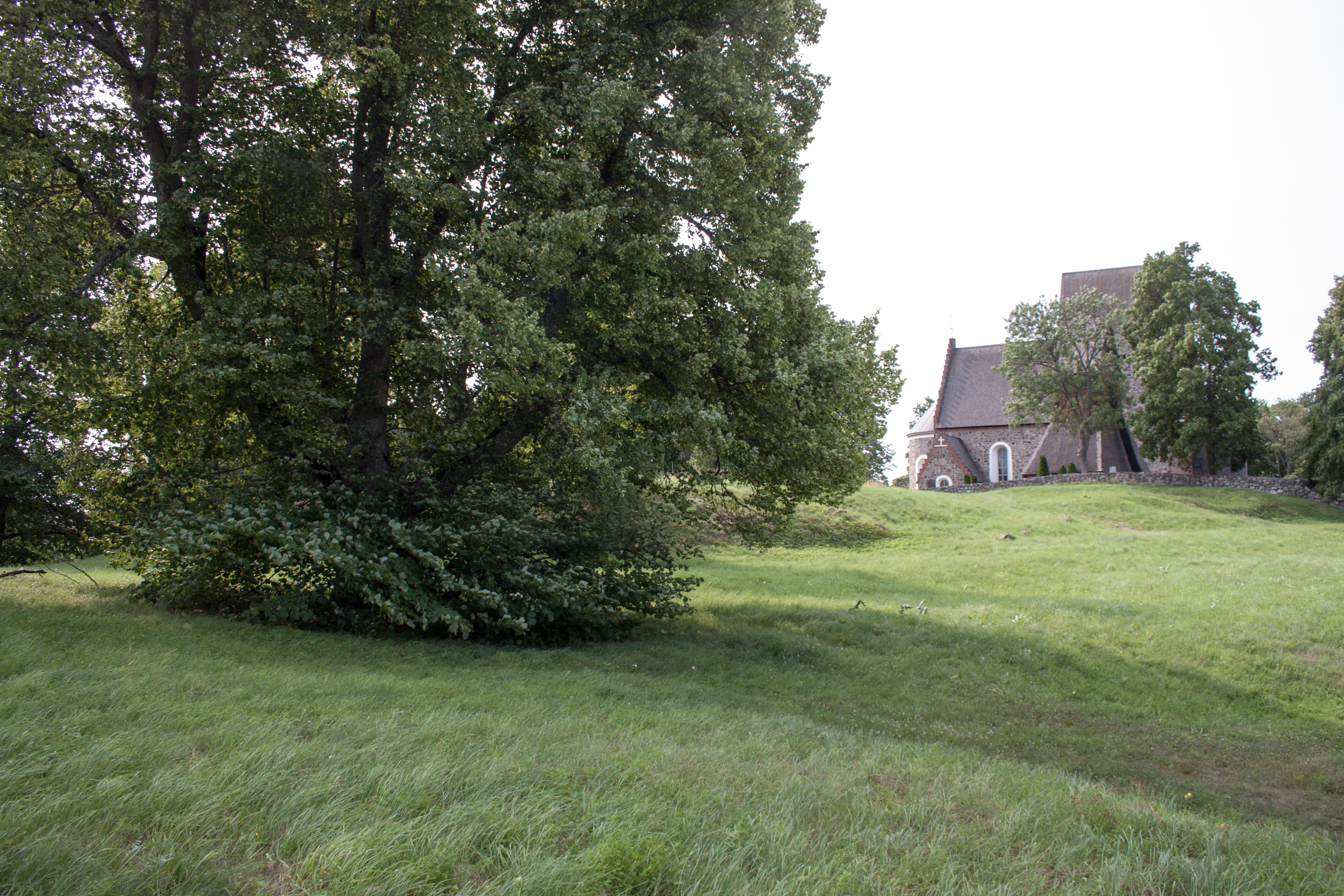
A templom mögötti teraszok, ahol az ősi királyi épületek álltak
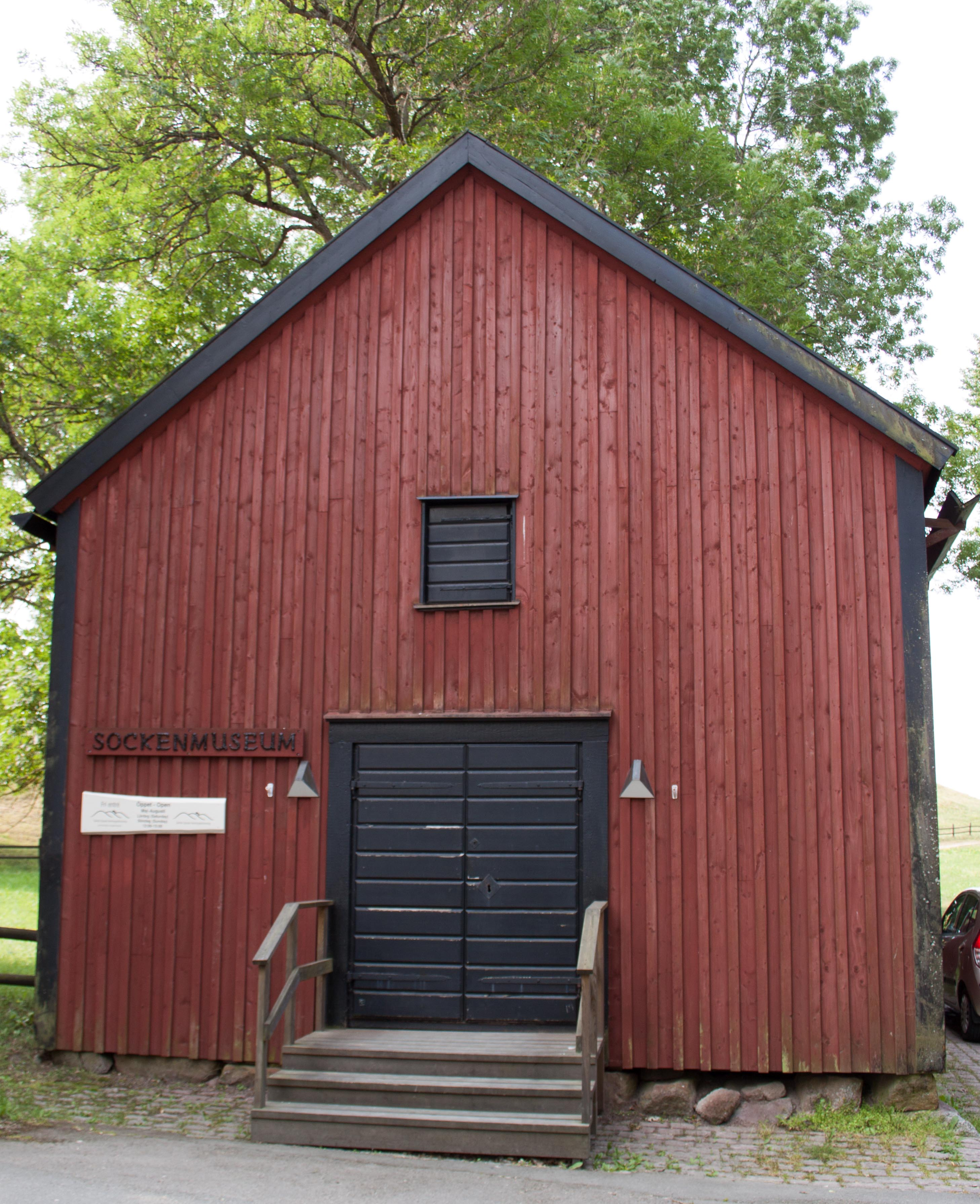
Az egyházközség múzeumának épülete
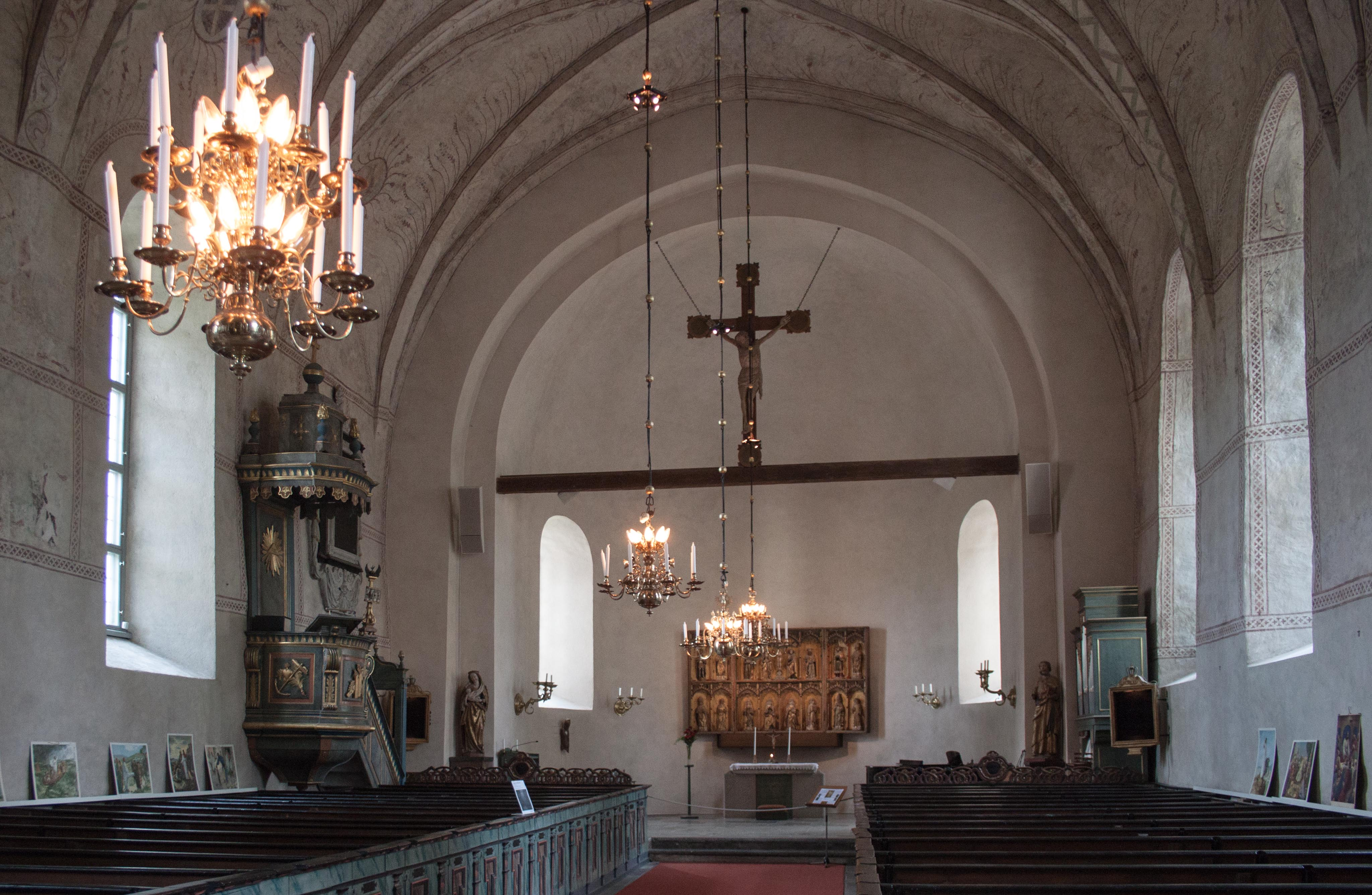
A templom belső képe
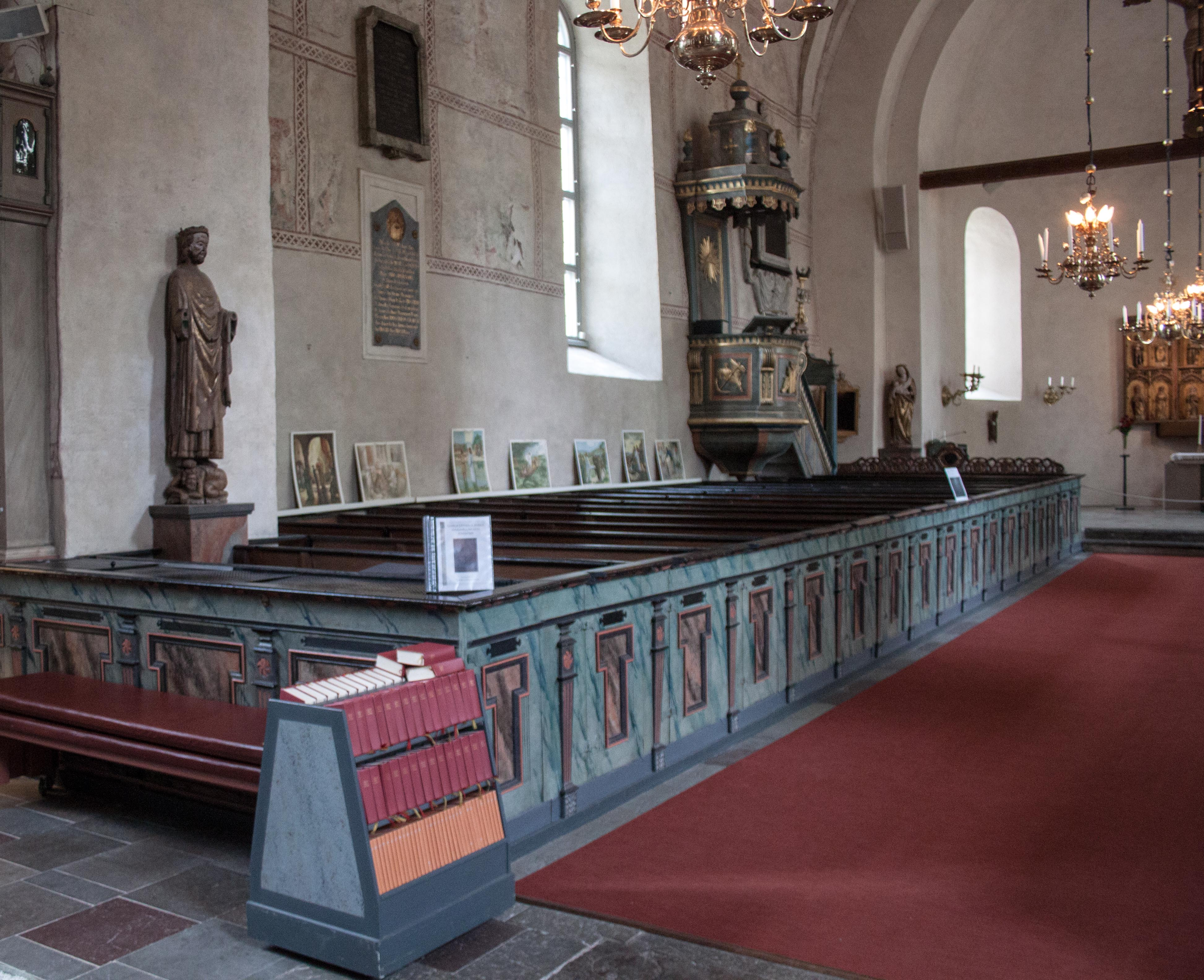
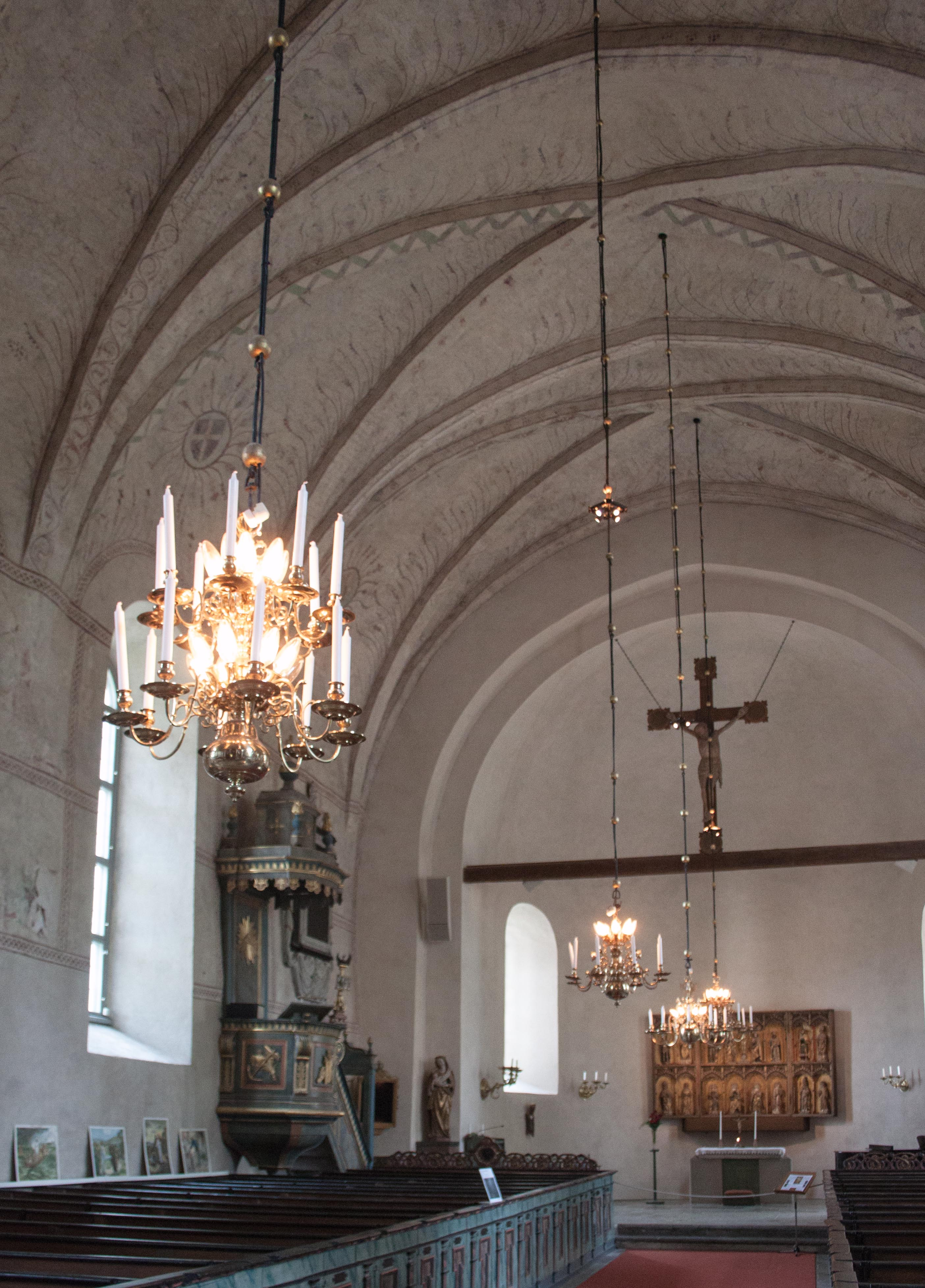
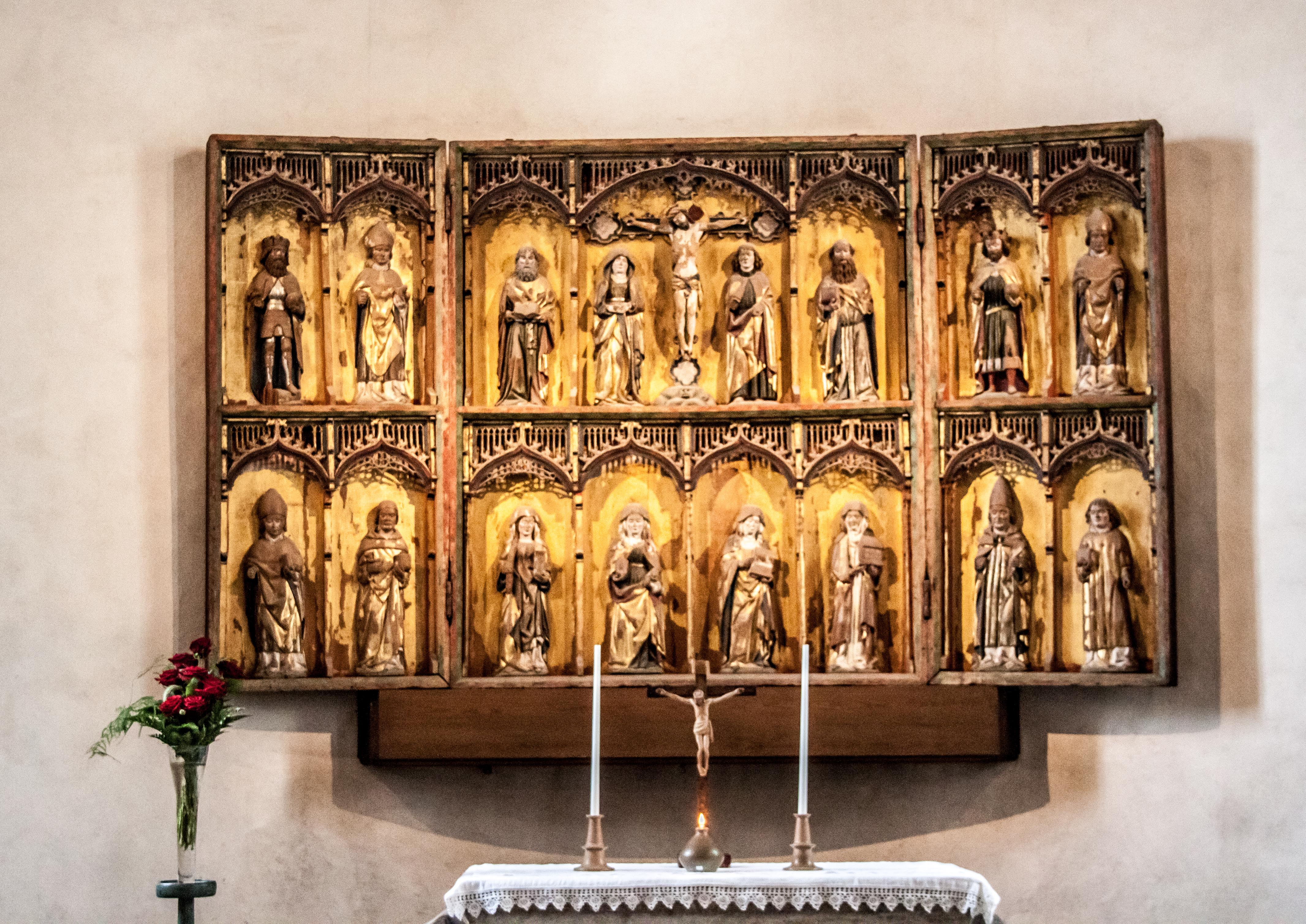
Szárnyasoltár
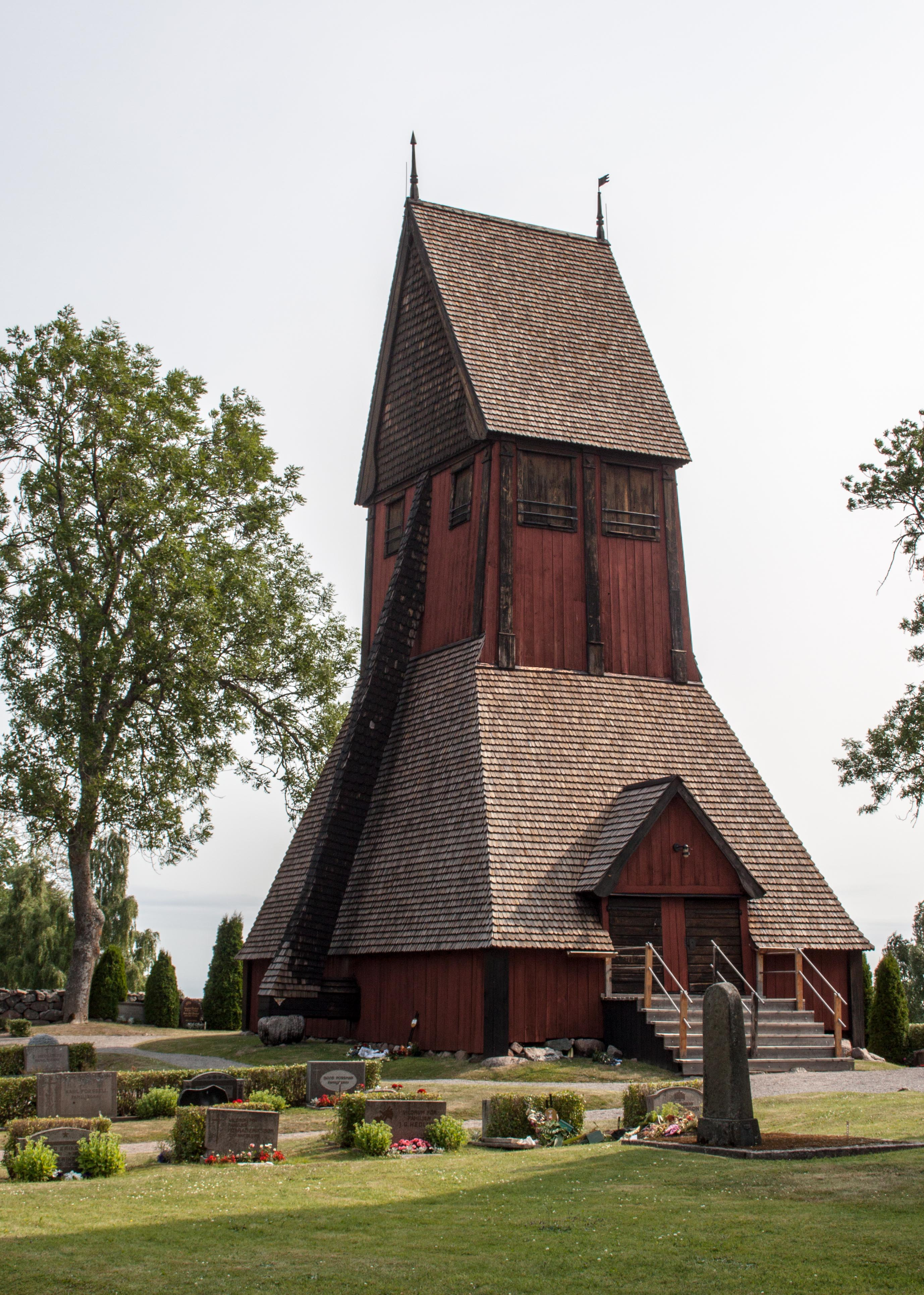
Harangtorony
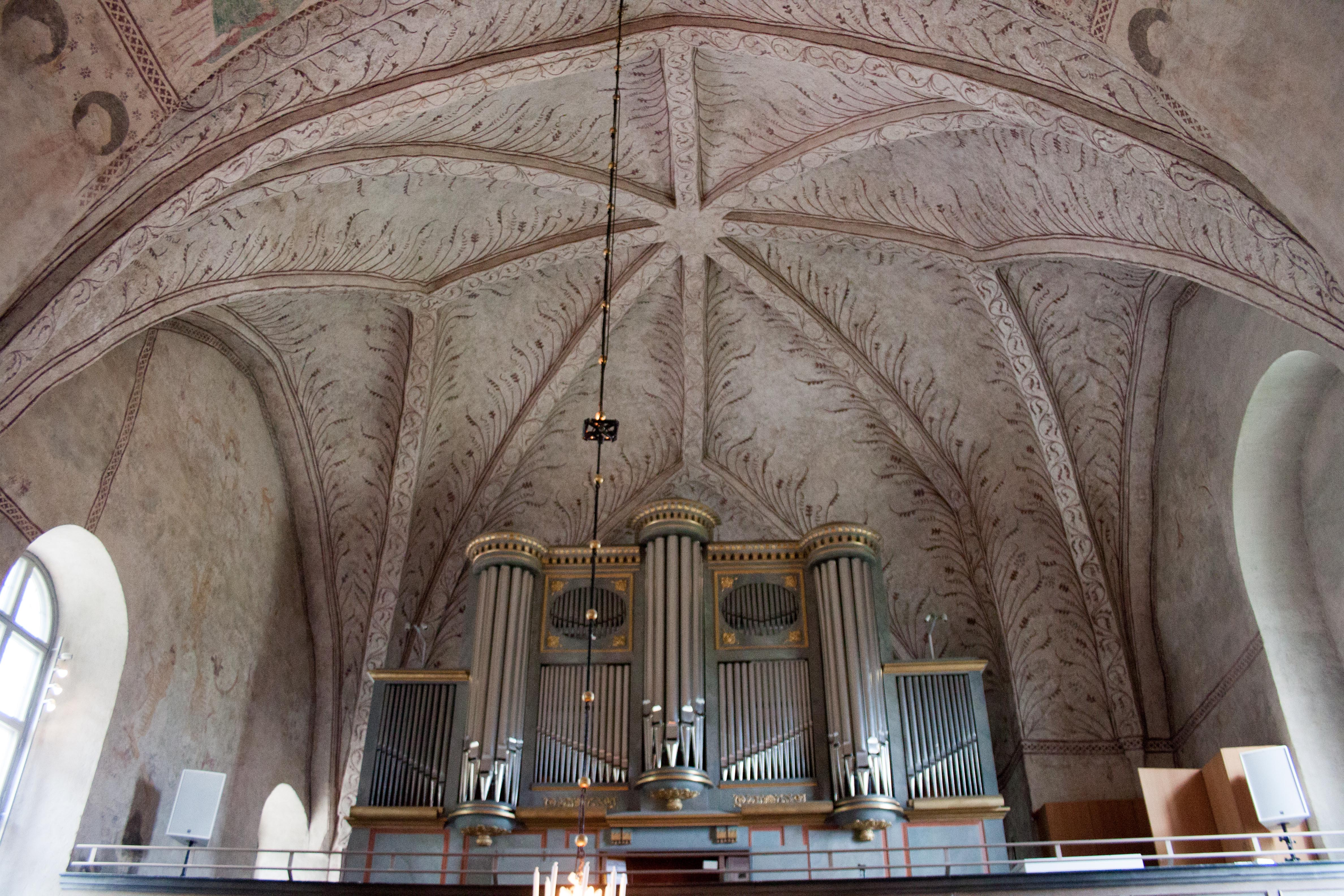
A mennyezet részlete és az orgona
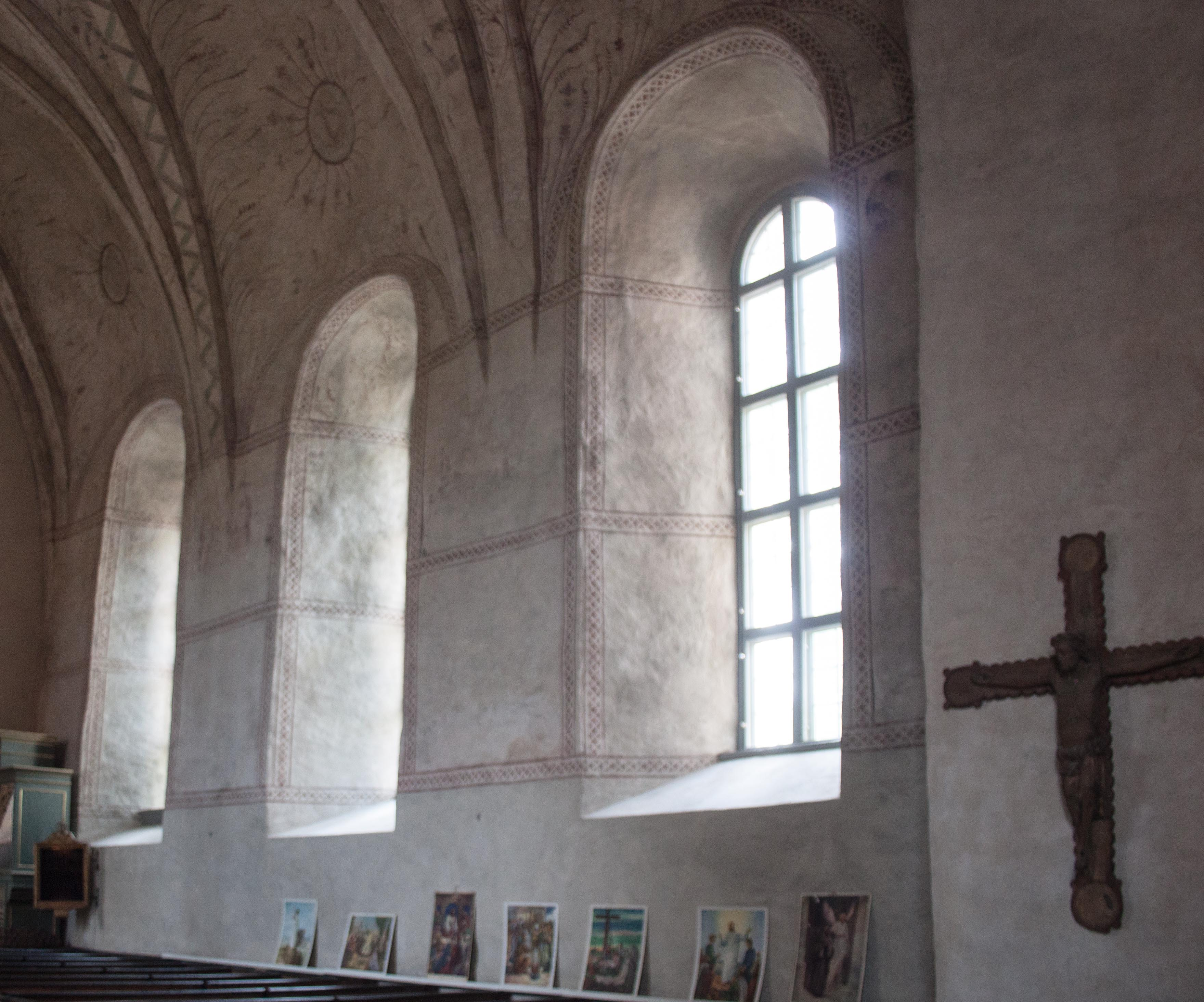
A templom vastag falai az ablakokkal
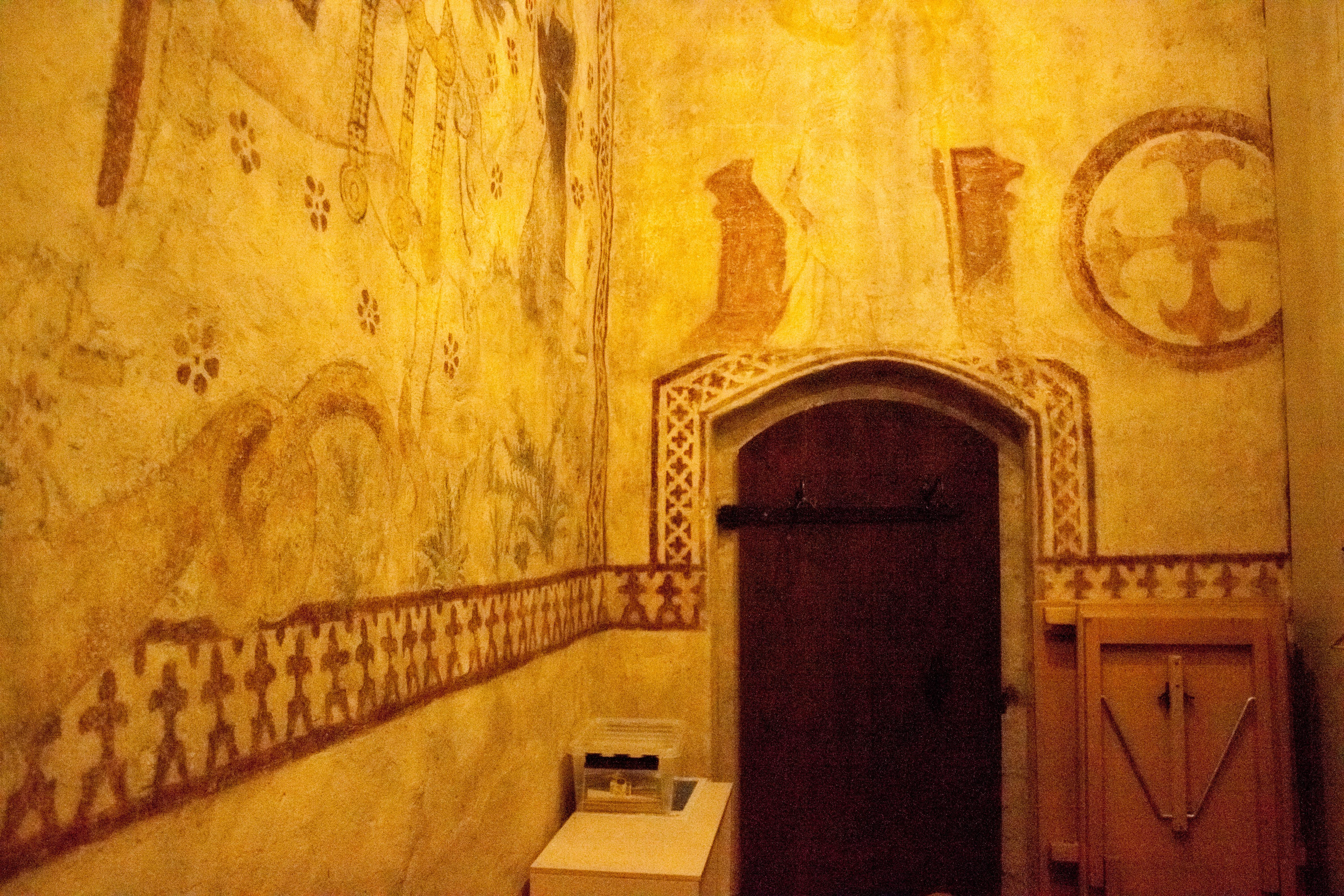
15. századi falfestmények az előtérben